# PubMed Central
PubMed Central (PMC) — електронна бібліотека Національної бібліотеки США з медицини зі статтями у відкритому доступі. PubMed Central була створена у 2000 році. На початку створення PMC бібліотека містила лише 2 журнали, PNAS та Molecular Biology of the Cell, тоді як на початку 2016 року бібліотека PMC мала 3,7 мільярда рецензованих статей в своєму архіві
З початку свого заснування архіви PMC наповнювалися з наукових журналів, які публікували статті у відкритому доступі. Проте починаючи з 2006 року Національна бібліотека США з медицини запропонувала науковим журналам можливість додати деякі статті до PMC, попри те що решта статей публікувалася закрито. 
Також у 2002 році розпочався проєкт додавання давно опублікованих статей, включаючи ті роки, коли не було цифрових версій журналів. Оцифровано і відскановано більше ніж 1,2 мільярда наукових публікацій, датованих починаючи з XIX сторіччя, які зараз знаходяться у відкритому доступі в архівах PMC.

## PMCID
The PMCID (PubMed Central identifier), або ідентифікаційний номер PMC, це бібліографічний ідентифікатор бази даних PubMed Central, подібно до того як PMID є бібліографічним ідентифікатором для бази даних PubMed. Щоправда це два різні ідентифікатори. Ідентифікатор складається з літер "PMC" після яких йдуть сім цифр. Наприклад:
- PMCID: PMC1852221